# Giuseppe Solaro
Giuseppe Solaro (Torino, 16 maggio 1914 – Torino, 29 aprile 1945) è stato un politico e militare italiano, segretario provinciale (federale) del Partito Fascista Repubblicano di Torino e comandante della I Brigata Nera "Ather Capelli".

## Biografia

### Gli studi
Di modesta famiglia, il padre è operaio alle ferrovie, prima prende il diploma di geometra poi si iscrive nel novembre 1936 alla facoltà di Economia e Commercio e aderendo al Gruppo Universitario Fascista (GUF) di Torino, del quale diventa in breve tempo fiduciario (responsabile cittadino). Solaro, da sempre sulle posizioni della sinistra fascista, inizia a scrivere per svariate riviste, sempre più approfondendo le sue posizioni in tematiche economiche. Sempre nel novembre 1936 Solaro si sposa con Martina Magnani detta Tina.
Il 14 febbraio 1937 ritornò sotto le armi come ufficiale della Milizia Volontaria per la Sicurezza Nazionale (MVSN) e partì come volontario nella Guerra civile spagnola prendendo parte alle fasi iniziali della Battaglia di Bilbao anche se al momento della caduta della città si trovava in licenza da alcuni giorni. Rientrato definitivamente in Italia, fu assunto come geometra presso il Comune di Torino.
Già nel 1940, in previsione della seconda guerra mondiale fu richiamato sotto le armi come Ufficiale di complemento in artiglieria, continuando nel frattempo a scrivere articoli giornalistici e piccoli saggi di geopolitica. nonostante il fatto che il Comune, tramite il podestà Matteo Bonino, ne richiedesse la presenza a Torino. Nel giugno del 1940 Solaro, pochi giorni dopo l'inizio della guerra, conseguì la sofferta laurea con una tesi intitolata "Le variazioni dei prezzi nel '500 e '600 in Italia".
Nell'ottobre 1940 fondò il Centro Studi Economici e Sociali insieme a Golzio e Canonica. Nel frattempo scriveva sul quotidiano nazionale La Stampa e sul periodico della Federazione provinciale del Partito Nazionale Fascista (PNF).

### Repubblica Sociale Italiana
Dopo l'armistizio dell'8 settembre 1943 aderì alla Repubblica Sociale Italiana e il 16 settembre 1943 fu nominato alla guida del Partito Fascista Repubblicano di Torino in un triumvirato composto dal console della MVSN Domenico Mittica e da Luigi Riva. La nomina di Solaro avvenne principalmente per iniziativa di Alessandro Pavolini il quale apprezzava i giovani provenienti dalla Scuola di mistica fascista, che vedeva come punto di riferimento intellettuale da cui trarre la nuova dirigenza.
Intanto il 30 settembre Paolo Zerbino fu nominato capo della Provincia di Torino, assunse ufficialmente l'incarico il 21 ottobre. La prima riunione a casa Littoria si svolse l'8 ottobre e furono assegnati gli incarichi: Solaro divenne commissario federale, Riva comandante del Fascio di Torino e Mittica comandante della Gioventù con compito di collegamento con la MVSN. Il 25 ottobre due membri dei GAP uccisero in un attentato il seniore della MVSN Domenico Giardina, catturati furono condannati a morte e fucilati il 21 dicembre.
Il 31 ottobre furono segnalate le prime azioni partigiane in val di Susa così una spedizione di squadristi, guidata dal conte Federico Gaschi, si recò a Borgone Susa dove iniziarono a perquisire le case incendiando quelle dove furono trovate delle armi. La spedizione si risolse in un disastro. Nel pomeriggio avvennero i primi scontri in cui caddero anche dei civili. Feriti furono alcuni militi della milizia confinaria mentre cadde ucciso il vicefederale Luigi Riva. Solaro, che aveva vietato la spedizione e che poi, informatone, aveva inutilmente cercato di fermarla allertando i carabinieri, fece porre agli arresti il conte Gaschi.
A partire dal 15 novembre alla FIAT si iniziò uno sciopero contro il caro vita che presto si estese anche ad altre fabbriche. Solaro, che sosteneva le richieste degli operai, si recò direttamente alla FIAT Mirafiori per parlare con gli operai. Nel dicembre, su richiesta del PFR, le autorità tedesche acconsentirono a un aumento dei salari del 30%. A Torino il 23 dicembre il gappista Giovanni Pesce uccise nel suo negozio di orologi Aldo Morej, il quale era amico personale di Mussolini. Nonostante che gli iscritti al PFR reclamassero una rappresaglia, Solaro e Zerbino riuscirono a evitarla.
Uno dei compiti più gravosi che afflissero Solaro fu di contenere le continue spinte disgreganti interne al PFR. Pur mantenendo sempre la maggioranza interna, dal gruppo originario del PFR si era scissa il 17 giugno 1944 la componente "Movimento rivoluzionario dei repubblicani integrali" guidata da Antonio Burdin. Burdin che rappresentava l'ala nazional-fascista chiedeva lo scioglimento del PFR e la creazione di un governo d'emergenza a carattere militare. Un'altra componente che si era venuta a delineare era guidata da Mario Bodo, che contestava l'evidente debolezza degli organi centrali del PFR chiedendo l'allontanamento degli elementi che dopo la caduta di Mussolini si erano posti su posizioni attendiste

#### La socializzazione
In questo periodo Solaro segue con particolare attenzione l'attuazione dei decreti sulla socializzazione dei mezzi di produzione, promuovendo diverse iniziative tra i lavoratori (conferenze, stampa di opuscoli ecc.) al fine di rendere noti i contenuti della nuova legislazione sociale di cui è convinto assertore. Nell'aprile 1944 avvia il "Corso di preparazione dei lavoratori alla socializzazione" da tenersi in undici lezioni. Denuncia a Mussolini, insieme al prefetto Zerbino, supposti boicottaggi in accordo tra Fiat e tedeschi che boicottano ogni iniziativa volta alla socializzazione dell'economia mentre ritiene di riscontrare l'interesse dei lavoratori.
(Giuseppe Solaro)
Il 2 dicembre 1944, nell'ambito della svolta socializzatrice, Solaro nomina l'operaio Michele Fassio nuovo podestà di Torino al posto dell'uscente Matteo Bonino. Nell'inverno dello stesso anno pubblica l'opuscolo Validità teorica e applicabilità al concreto sistema teorico-sociale di Mussolini e Hitler, apologia del nazifascismo.

### Ispettore regionale
In occasione dello sciopero generale del 18 aprile 1945 dichiarò che la Brigata Nera "Ather Cappelli" era "pronta a stroncare ogni azione contro l'ordine pubblico". Il 20 aprile un migliaio di brigatisti neri comandati da Solaro entrarono a Chieri, mettendola a ferro e fuoco e prendendo 22 ostaggi. Lo stesso Solaro collegherà direttamente le violenze alla repressione dello sciopero, sostenendo che fosse fallito grazie all'azione repressiva delle Forze armate e delle Brigate nere e minacciando ulteriori repressioni nei confronti dei "sicari scatenati dai capitalisti, dai massoni, dagli ebrei". 
Il 23 aprile 1945 Solaro fu promosso Ispettore regionale per le Brigate Nere e a livello cittadino fu sostituito da Mario Pavia. Quando la caduta della Repubblica Sociale Italiana si rivelò imminente i vertici militari cittadini decisero di lasciare Torino par raggiungere la Valtellina mentre Solaro tentò inutilmente di convincerli a restare in città. Probabilmente sottovalutando l'effettiva forza del movimento partigiano, Solaro sostenne la necessità di opporre almeno una resistenza simbolica in città. La partenza dell'esercito fu decisa dal generale Enrico Adami Rossi che affidò il comando della colonna al colonnello Cabras. Deciso a rimanere in città proseguì nell'organizzazione dei franchi tiratori che avrebbero dovuto contrastare l'ingresso dei partigiani in città con l'obiettivo di "fare di Torino un Alcazar" e resistere fino all'arrivo delle forze anglo-americane.
La mattina del 26 aprile Solaro dispose il prelevamento dalla Banca d'Italia di una somma sufficiente a pagare gli stipendi arretrati di tutti i militi. Trovatala chiusa si diressero invece presso la Cassa di Risparmio dove, ottenuto un rifiuto da parte del direttore, sfondarono il cancello con un mezzo blindato e prelevarono diciassette milioni e mezzo di lire.
Il concentramento fu deciso presso la casa Littoria. La sera del 26 avvenne ancora un incontro con monsignor Garneri e Solaro che fu tentato tramite lo stesso federale Pavia ma non sortì alcun effetto. A Solaro fu inoltre contestato dall'avvocato Salza, presente all'incontro, che il prelievo forzoso della mattinata aveva sfavorevolmente colpito il CLN, al che Solaro rispose: "L'ho fatto io e ne assumo tutte le responsabilità... non potevo lasciare tutta questa gente alla mercé dell'uragano".
La ormai irrevocabile decisione dei vertici militari di lasciare Torino vanificò i progetti di Solaro di difendere la città, pertanto la mattina del 27 egli decise la smobilitazione dei reparti delle Brigate Nere a cui furono consegnati tutti i soldi prelevati la mattina precedente come premio di smobilitazione.
Tutti i militi presenti a casa Littoria si diressero quindi alla caserma Podgora ancora tenuta dalla GNR ma Solaro non si recò nella piazza in cui si stava organizzando la colonna per uscire da Torino. Nemmeno tutti i famigliari furono a conoscenza della sua decisione, mentre il fratello Adriano che si era unito alla colonna fascista lo aspettò inutilmente fino all'ultimo, l'altro fratello Ferdinando, a conoscenza delle sue intenzioni, recatosi in federazione lo aveva scongiurato di unirsi alla colonna.Costituito un nucleo di quattro persone, persistette nella decisione di non lasciare Torino con la colonna in partenza e si trasferì nelle cantine del consorzio agrario di via Mario Gioda 22 poco distanti sia da casa Littoria che dalla caserma Podgora. Il mattino seguente, dopo una segnalazione, i quattro furono presi prigionieri da una squadra partigiana e portati alla caserma Bergia.
Nonostante l'avvenuta smobilitazione della Brigata Nera di Torino alcuni gruppi di franchi tiratori diedero egualmente vita al previsto piano di difesa ad oltranza della città, nel corso degli scontri persero la vita circa 300 partigiani, attirandosi il loro odio..
Preso prigioniero fu riconosciuto e sottoposto ad un primo interrogatorio in cui, secondo il dirigente comunista Osvaldo Negarville, in una testimonianza resa il 3 settembre 1946 in un processo contro l'ex federale Mario Pavia, Solaro, nel tentativo di salvarsi, avrebbe sostenuto di essere un elemento moderato se non comunista anch'esso e, sempre secondo Negarville, avrebbe addossato la responsabilità dei franchi tiratori proprio al nuovo federale Pavia. Le affermazioni di Negarville furono ampiamente smentite dagli altri testimoni e respinte dallo stesso Pavia, nel corso dello stesso processo che lo vedeva imputato, il quale dichiarò di non credere alle affermazioni fatte "dubito che il Solaro avesse fatto il mio nome in tale circostanza, come voi mi avete detto poiché ritengo il Solaro uomo onesto e leale".
La mattina del 29 seguì un sommario processo che terminò poco dopo con sentenza d'impiccagione. Il dibattimento non fu reso noto dato che non fu stilato nessun verbale.
Sapendo di dover morire Solaro scrisse l'ultima lettera alla moglie: 
(Giuseppe Solaro alla moglie)

### La morte di Solaro

Giuseppe Solaro poco prima di essere giustiziato

Il cadavere di Giuseppe Solaro trasportato dai partigiani per le strade di Torino.

Il mattino seguente fu portato in processione per le vie cittadine dai partigiani per essere poi condotto in corso Vinzaglio dove nove mesi prima erano stati impiccati quattro partigiani in rappresaglia al ferimento di un ufficiale della RSI. A Solaro non poteva essere attribuita alcuna responsabilità circa i quattro partigiani che erano stati impiccati dato che l'ordine era stato dato direttamente dai tedeschi ed eseguito dalla GNR.
Giorgio Amendola, dirigente del PCI e comandante partigiano, asserì che Solaro morì in maniera poco coraggiosa (tra le altre cose, negò il suo rapporto col fascismo, attribuì le sue responsabilità ad altri gerarchi e si autodescrisse come un "compagno di idee comuniste"). La ricostruzione di Amendola è confermata anche da Pietro Chiodi, che nel suo diario gli attribuisce queste ultime parole: "Non fatemi del male. Io sono sempre stato socialista"
Secondo Fabrizio Vincenti, nel libro "Giuseppe Solaro, il fascista che sfidò la fiat e wall street", Eclettica, Carrara, maggio 2014 queste affermazioni furono solo per denigrarlo . A dimostrazione  sottolinea le foto prima dell’esecuzione che mostrano un ben diverso approccio alla morte e la testimonianza del prete che lo accompagnava .
È sepolto nel Cimitero monumentale di Torino, presso il sacrario dei militi della RSI.

## Opere
- Giuseppe Solaro, Considerazioni politico-economiche sulla socializzazione dell'economia italiana, 1944.